# Finländska mästerskapet i fotboll 1916
Finländska mästerskapet i fotboll 1916 vanns av Kronohagens IF.

## Finalomgång

### Semifinaler
| Kronohagens IF | IFK Helsingfors | 3-1 |      |
| KIF Åbo        | WBJS Viipuri    | 4-4 | 12-1 |

### Final
| Kronohagens IF | IFK Åbo | 3-2 |

- Kronohagens IF finländska mästare i fotboll 1916.